# Lebenstreppe
Un Lebenstreppe o Stufenalter (en alemán: «pasos de la vida» o «etapas de la vida») es una representación pictórica de la vida humana como una serie de pasos ascendentes y descendentes. La tradición comenzó en la Europa del siglo XV y se produjeron cientos de variaciones hasta principios del siglo XX, aunque la popularidad de la tradición disminuyó durante el siglo XIX. La variación más común representa diez pasos, cada uno de los cuales representa diez años, con un máximo de cincuenta. Se han creado versiones paródicas con fines satíricos, moralistas y publicitarios.

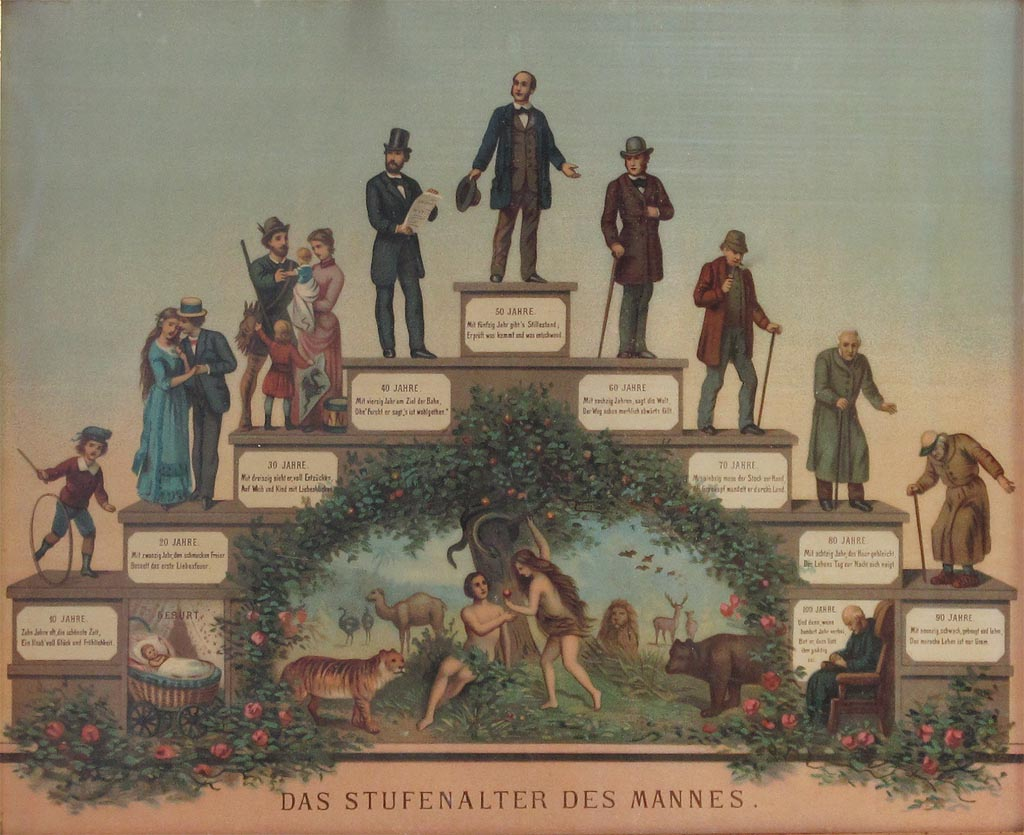
Das Stufenalter des Mannes («Las etapas de la vida del hombre»). Verlag Gustav May Söhne, Frankfurt, c. 1900.
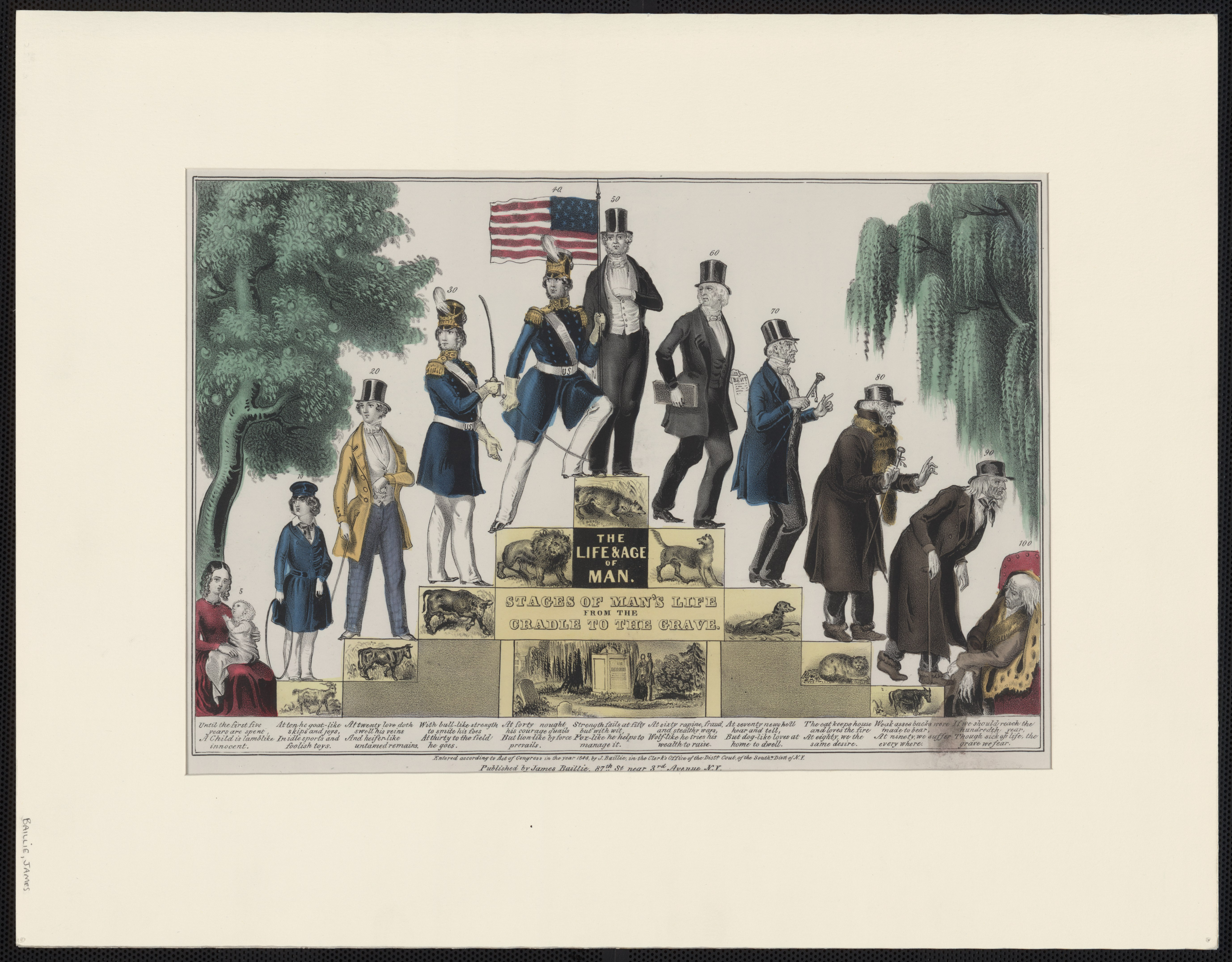
James Baillie, 1848. «La vida y la edad del hombre, etapas de la vida del hombre desde la cuna hasta la tumba».
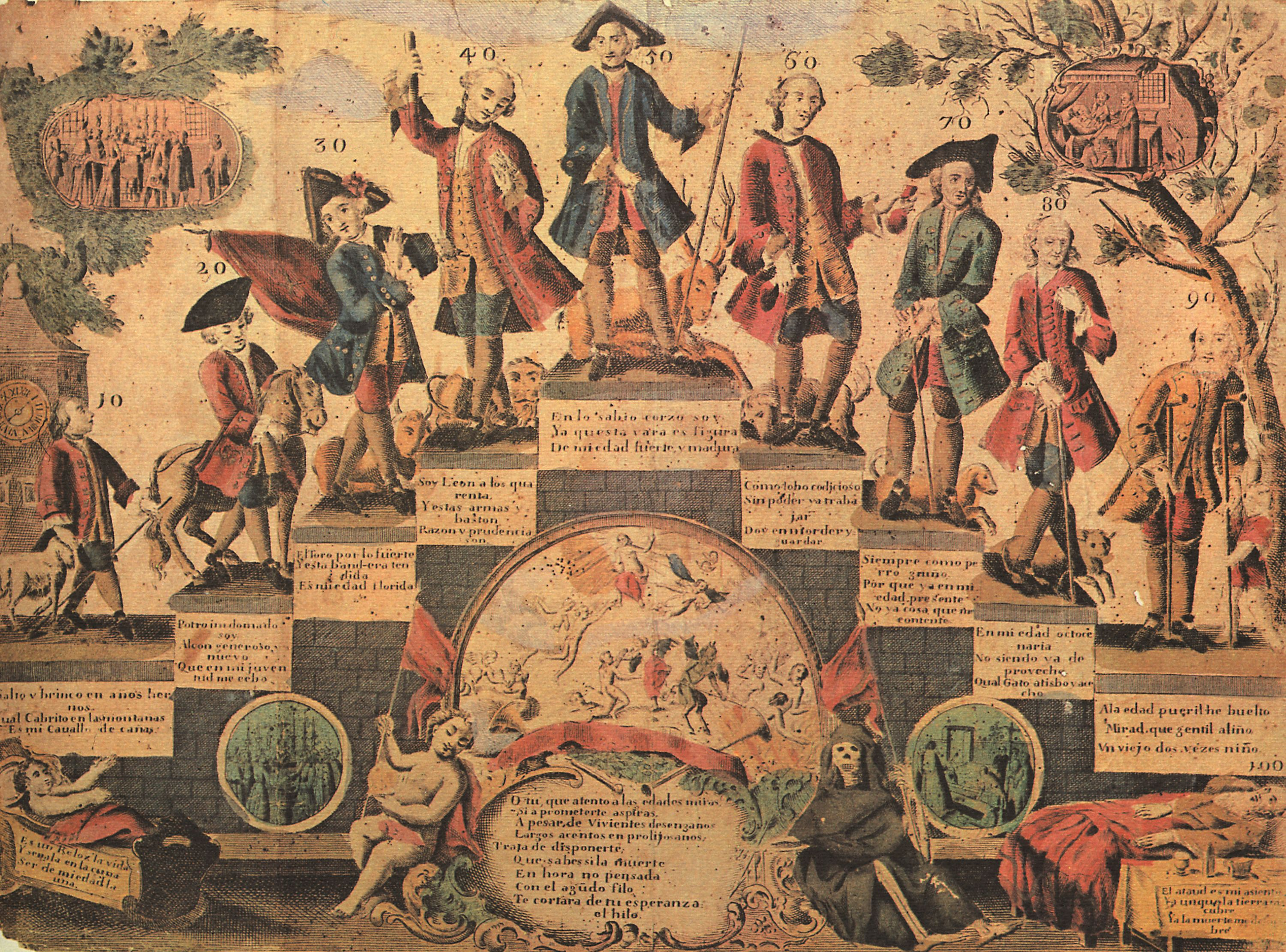
Artista español desconocido, c. 1750
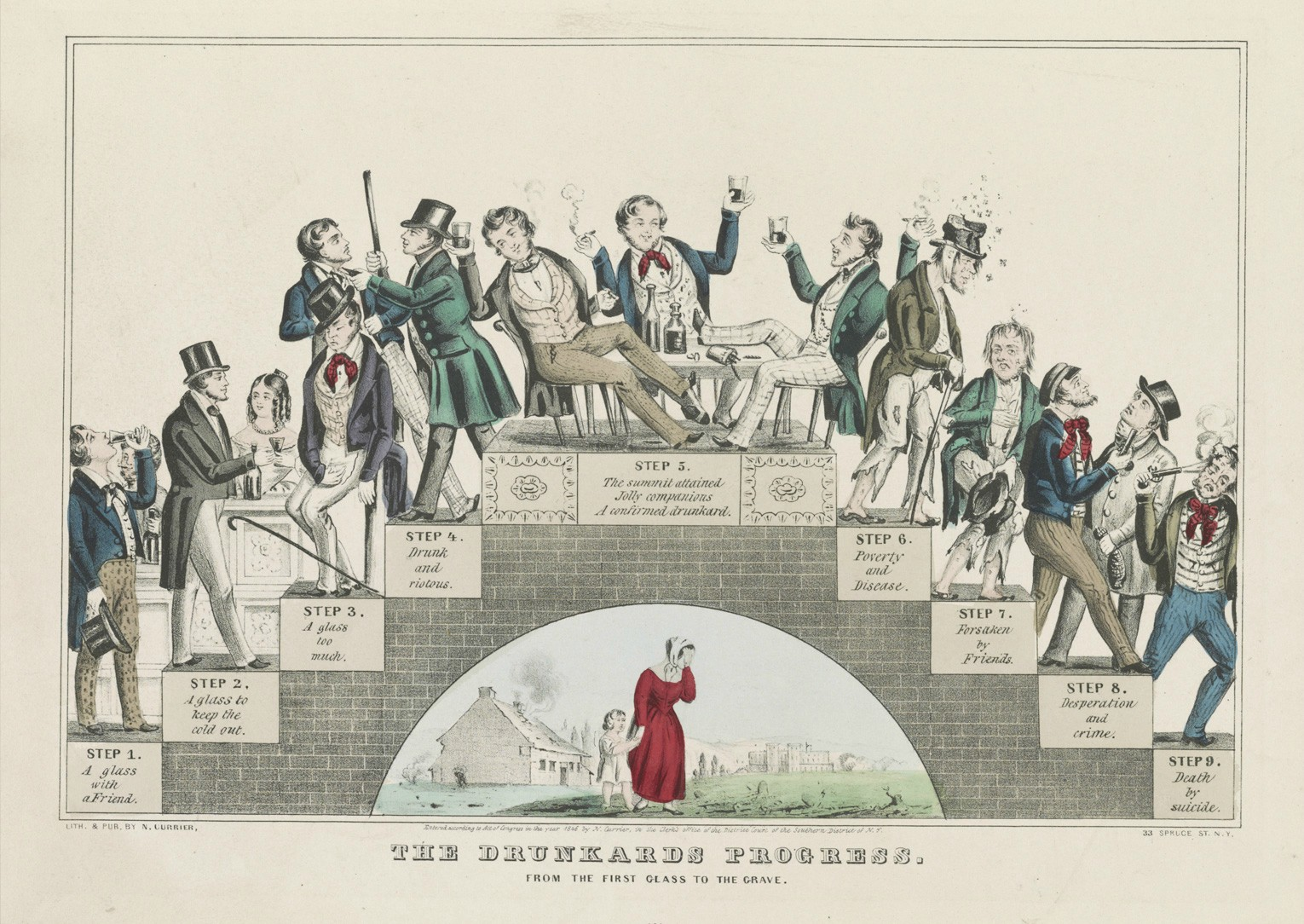
Nathaniel Currier, c. 1846. «The Drunkard's Progress», litografía en apoyo al movimiento por la Templanza.